# Haplochromis argenteus
Espèce
Synonymes
- Prognathochromis argenteus (Regan, 1922)[2]

Statut de conservation UICN

 CR C2a(ii) : 
En danger critique
Haplochromis argenteus est une espèce de poissons de la famille des Cichlidés.

## Répartition
Cette espèce est endémique du lac Victoria en Afrique. Elle n'a été observée que sur le territoire de l'Ouganda mais pas en Tanzanie et au Kenya qui possèdent également une partie du lac. Elle est présente jusqu'à 12 m de profondeur.

## Description
Haplochromis argenteus peut atteindre jusqu'à 202 mm de longueur totale. 